# Karel Rusov
Karel Rusov (rozený Karel Russvurm; 21. listopadu 1924 Horní Újezd – 30. dubna 2013 Praha) byl český a československý generál, náčelník generálního štábu ČSLA, politik Komunistické strany Československa a poslanec Sněmovny národů Federálního shromáždění za normalizace.

## Biografie
Vystudoval učňovskou obchodní školu. Za druhé světové války byl totálně nasazen v Mnichově. Vojenskou základní službu nastoupil v letech 1945–1947 u pěšího pluku 24 ve Znojmě. Jako absolvent školy pro důstojníky pěchoty v záloze byl přijat na Vojenskou akademii v Hranicích. V roce 1949 se stal po ukončení hranické akademie důstojníkem československé armády. Slavnostně vyřazen byl 17. července 1949 v hodnosti poručíka. Prvním působištěm byl Lipník nad Bečvou, kde zastával funkci velitele čety lipnických akademiků. Na nadporučíka byl povýšen 1. října 1950. V letech 1951–1955 byl posluchačem Vojenské akademie Michaila V. Frunzeho v Moskvě. Během 1. poloviny 50. let působil na operační správě Generálního štábu. Ve 2. polovině dekády byl náčelníkem štábu a velitelem 2. motostřelecké divize v Sušici. V letech 1960–62 Absolvoval Vojenskou akademii Klimenta J. Vorošilova v Moskvě. V 60. letech zastával post náčelníka štábu a velitele 4. armády v Táboře a byl povýšen 17. října 1964 na generálmajora. V roce 1967 byl jmenován generálním inspektorem ČSLA a byl povýšen 4. října 1967 na generálporučíka. Jeho vojenská kariéra vyvrcholila za normalizace, kdy 3. října 1972 byl povýšen na generálplukovníka. V letech 1969–1979 byl členem Rady obrany státu. V letech 1968–1979 zastával post náčelníka generálního štábu ČSLA, od roku 1979 byl pak až do roku 1989 prvním zástupcem ministra národní obrany ČSSR. V červenci 1979 byl jmenován zmocněncem vlády pro záležitosti dočasného pobytu sovětských vojsk v ČSSR. Od roku 1981 člen ÚV KSČ. V roce 1974 mu byl udělen Řád práce, roku 1984 Řád Vítězného února.Od září 1989 byl ustanoven do funkce čs. vojenského a leteckého přidělence v Německé demokratické republice se sídlem v Berlíně. V březnu 1990 odešel do výslužby.[zdroj?]
Angažoval se i v nejvyšších úrovních komunistické strany během normalizace. XV. sjezd KSČ ho zvolil za kandidáta Ústředního výboru Komunistické strany Československa. XVI. sjezd KSČ a XVII. sjezd KSČ ho ve funkci potvrdil.
Ve volbách roku 1971 zasedl do české části Sněmovny národů (volební obvod č. 24 – Cheb–Tachov, Západočeský kraj). Mandát získal i ve volbách roku 1976 (obvod Cheb–Tachov), volbách roku 1981 (obvod Cheb–Tachov) a volbách roku 1986 (obvod Karlovy Vary). Ve FS setrval do ledna 1990, kdy rezignoval na svůj post v rámci procesu kooptace do Federálního shromáždění po sametové revoluci.

## Vyznamenání
- Řád práce 1974
- Řád Vítězného února 1984
- Řád rudé zástavy
- Řád rudé hvězdy, 1978
- Medaile Za službu vlasti, 1955
- Vyznamenání Za zásluhy o obranu vlasti
- Pamětní medaile 40. výročí osvobození ČSSR
- Medaile Za upevňování přátelství ve zbrani[18], I. stupeň, 1972
- Pamětní medaile k 25. výročí Vítězného února, 1973
- Za zásluhy o ČSLA [19], I. stupeň
- Pamětní medaile k 30. výročí národně osvobozeneckého boje našeho lidu a osvobození Československa Sovětskou armádou, 1975
- Medaile 30 let SNB[20], 1975
- Jubilejní medaile 60 let ozbrojených sil SSSR [21], 1978 (SSSR)
- Medaile Za upevňování bojového přátelství [22] (SSSR)
- Jubilejní medaile 20. výročí vítězství ve Velké vlastenecké válce 1941–1945 (SSSR)
- Medaile bratrství ve zbrani [23], 1983, (Polsko)
- Medaile Za upevňování přátelství ve zbrani[24], 1985 (Bulharsko)
- Jubilejní medaile 40. výročí vítězství ve Velké vlastenecké válce 1941–1945 (SSSR, 1985)
- Medaile 30. výročí Revolučních ozbrojených sil [25], 1986 (Kuba)
- Medaile 50 let mongolské lidové armády (Mongolsko)
- Řád za vojenské zásluhy (Vietnamská lidová republika)